# Алтай (сомон, Говь-Алтай)
Алтай (монг. Алтай) — сомон аймака Говь-Алтай в юго-западной части Монголии, площадь которого составляет 20 256 км². Численность населения по данным 2009 года составила 2 152 человек.
Центр сомона — посёлок Баян-Овоо, расположенный в 200 километрах от административного центра аймака — города Алтай и в 1000 километрах от столицы страны — Улан-Батора.
Из-за своего названия сомон часто путают с городом Алтай, который расположен в этом же аймаке, но в сомоне Есенбулаг.

## Инфраструктура
Инфраструктура сомона располагает школой, больницей, домом культуры.